# David Brian
Brian James Davis (5 de agosto de 1914 - 15 de julio de 1993), más conocido como David Brian, fue un actor estadounidense. Es mejor conocido por su papel en Intruder in the Dust (1949), por la que recibió elogios de la crítica y una nominación al Globo de Oro. Otros papeles cinematográficos notables de Brian fueron en The Damned Don't Cry (1950), This Woman Is Dangerous (1952), Springfield Rifle (1952), Dawn at Socorro (1954), y The High and the Mighty (1954).
El 8 de febrero de 1960, Brian recibió una estrella en el Paseo de la Fama de Hollywood en el 7021 de Hollywood Boulevard.

## Primeros años
Brian nació como Brian Davis en la ciudad de Nueva York. Después de la escuela en el City College, encontró trabajo como portero, luego entró en el mundo del espectáculo con una rutina de canto y baile en vodevil y en clubes nocturnos. Trabajó durante un tiempo de guerra con la Guardacostas de los Estados Unidos durante la Segunda Guerra Mundial y volvió a actuar en los escenarios de Nueva York después de la guerra.[cita requerida]

## Debut en cine
Convencido por Joan Crawford de probar suerte como actor cinematográfico,[cita requerida] Brian se unió a ella en Hollywood y, en 1949, firmó un contrato con Warner Bros.. El nativo de la ciudad de Nueva York apareció en películas como Flamingo Road (1949) y The Damned Don't Cry! (1950) con Joan Crawford, y Beyond the Forest (1949) con Bette Davis. También tuvo un papel en la película "Springfield Rifle (película de 1952)" (1952), protagonizada por Gary Cooper, y en la película de John Wayne "The High and the Mighty (película)" (1954) como Ken Childs.
Brian fue nominado a un Globo de Oro como Mejor Actor de Reparto por su papel en Intruder in the Dust  (1949).

## Televisión
En los años 1950 y 1960, Brian estuvo activo en televisión con papeles como invitado en docenas de programas que iban desde el drama hasta la comedia, desde Rawhide hasta I Dream of Jeannie. En 1954 y 1955, interpretó al personaje principal en el programa de televisión Mr. District Attorney.
Brian tiene una estrella en la sección de televisión del Paseo de la Fama de Hollywood. Fue inaugurada el 8 de febrero de 1960.

## Vida personal
Brian estaba casado con Bonita Fiedler; se divorciaron en 1948. En 1950, ella presentó una demanda de paternidad contra él, solicitando su manutención para un hijo que ella había tenido. La demanda afirmaba que Brian había admitido ser el padre del bebé. El abogado de Brian, por otro lado, dijo que Brian no creía ser el padre del niño. En el momento de la demanda, Brian estaba casado con Adrian Booth, una actriz conocida como Lorna Gray. El 11 de agosto de 1951, un jurado falló a favor de Brian después de que otro hombre testificara haber tenido intimidad con la madre "varias veces durante el año anterior al nacimiento del niño".
El matrimonio de Brian con Booth también tuvo problemas legales. En 1949, el columnista Jimmie Fidler informó que el "reciente matrimonio de Booth con el actor David Brian había sido anulado por un juez de Los Ángeles debido a ilegalidades en su divorcio de una ex pareja".

## Muerte
Brian murió el 15 de julio de 1993, de enfermedad cardíaca y cáncer en Sherman Oaks, California.

## Filmografía (selección)
- Flamingo Road (1949)
- Beyond the Forest (1949)
- Intruder In the Dust (1949)
- The Damned Don't Cry (1950)
- Breakthrough (1950)
- Inside Straight (1951)
- Inside the Walls of Folsom Prison (1951)
- This Woman is Dangerous (1952)
- Million Dollar Mermaid (1952)
- The High and the Mighty (1954)
- Timberjack (1955)
- The First Travelling Saleslady (1956)
- The Rabbit Trap (1959)
- Pocketful of Miracles (1961)
- How the West Was Won (1962)
- The Rare Breed (1968)
- The Destructors (1969)
- The Seven Minutes (1971)